# Aardvark Jazz Orchestra

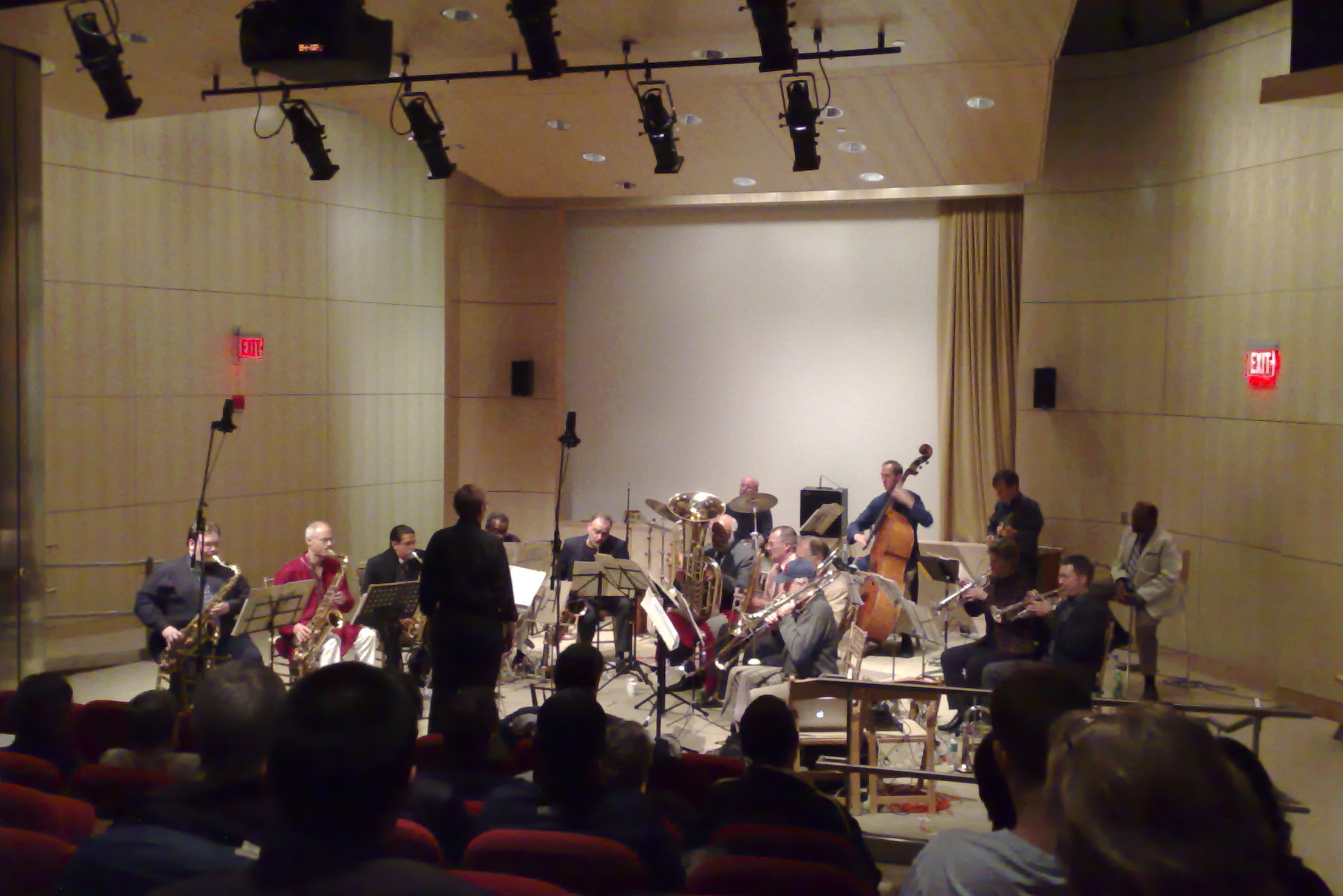
The Aardvark Jazz Orchestra bei einem Konzert in Cambridge (Massachusetts) 2007.

Das Aardvark Jazz Orchestra ist eine US-amerikanische Big Band.

## Bandgeschichte
Das Aardvark Jazz Orchestra wurde 1973 von dem Trompeter und Komponisten Mark Harvey gegründet, der am Massachusetts Institute of Technology in Cambridge, Massachusetts unterrichtet. Zum Repertoire des Orchesters gehören sowohl klassische Titel des Duke Ellington Orchestra als auch Original-Kompositionen von Mark Harvey. Zu einem festen Stamm von Musikern, darunter Taylor Ho Bynum und Bill Lowe, stießen bei verschiedenen Produktionen Gäste wie Jaki Byard, Harvey Cox, Ken Filiano, Jimmy Giuffre, Vinny Golia, Sheila Jordan, Frank London, Paul Lovens, Rajesh Mehta, Tom Plsek, Tomas Ulrich und Jane Wang. Das Ensemble gewann verschiedene Preise, darunter 2000 The Independent Music Award für den besten Jazz-Song (Scamology) und legte eine Reihe von Aufnahmen vor, darunter das Weihnachtsalbum An Aardvark Christmas und ein Album mit Auszügen aus Duke Ellingtons geistlichen Konzerten.

## Musiker
| Holzblasinstrumente - Arni Cheatham - Peter Bloom - Brad Jones - Mark Messier - Phil Scarff - Daniel Ian Smith - Chris Rakowski - Dan Zupan Trompeten - KC Dunbar - Jeanne Snodgrass - Taylor Ho Bynum | Posaunen - Bob Pilkington - Jay Keyser - Jeff Marsanskis - Bill Lowe Rhythmusgruppe - Richard Nelson – Gitarre - John Funkhouser – Bass, Piano - Jerry Edwards – Bass - Harry Wellott – Schlagzeug Gesang - Grace Hughes - Jerry Edwards |

## Diskographie
- Aardvark Steps Out (1993, Nine Winds Records)
- Paintings for Jazz Orchestra (1995, Leo Records)
- An Aardvark Christmas (mit Sheila Jordan, 1997, Nine Winds Records)
- Psalms & Elegies (1997, Leo Records)
- The Seeker (2000, Leo)
- Duke Ellington/Sacred Music (2003, Aardmuse)
- Bethlehem Counterpoint (2003, Aardmuse)
- Trumpet Madness (2005, Leo)
- No Walls/A Christmas Concert (2007, Aardmuse)
- American Agonistes (2008, Leo Records)
- Evocations (2012, Leo Records)
- Impressions (2014, Leo)
- Richard Nelson/Aardvark Jazz Orchestra: Deep River (2015, Heliotrope)
- Faces of Souls (2020, Leo)